# Osmoxylon novoguineense
Osmoxylon novoguineense là một loài thực vật có hoa trong Họ Cuồng cuồng. Loài này được (Scheff.) Becc. mô tả khoa học đầu tiên năm 1878.